# Ipoteze paranormale privind OZN-urile
Ipotezele paranormale și oculte privind OZN-urile se referă la ipotezele conform cărora obiectele zburătoare neidentificate sunt legate sau cauzate de paranormal sau ocultism. Studiul celor două domenii este în general considerat ca pseudoștiință de către oamenii de știință mainstream și în prezent nu are niciun sprijin în literatura de specialitate.

## Misticii,extratereștriișicontactații
În cartea sa din 1758 Earths in the Solar World (cu sensul de Pământuri din Lumea Solară), Emanuel Swedenborg a prezentat o serie de viziuni în care el a fost purtat pe planete diferite. El a considerat aceste viziuni ca fiind autentice.
Printre scrierile Elenei Blavatschi se găsesc și descrierile a "Lords of Flame" (Domnii Flăcării) care au locuit pe Venus. Guy Ballard, unul dintre ucenicii lui Blavatschi, a popularizat învățăturile ei în Statele Unite ale Americii. El a fondat o ramură, The Great I AM (Marele EU SUNT), care a luat contact cu extratereștrii ca o parte vitală a învățăturilor sale.
Deși primii contactați au vorbit de legături cu extratereștrii, tonul general și tipul mesajelor transmise de către extratereștri păreau aproape substituibile, în multe relatări, cu cele oferite de medii și de mistici. Încă din secolul al 17-lea, polimatul John Dee și asistentul său Edward Kelley, lucrând împreună, comunicau cu ființe superioare și nepământene (pe care i-au numit îngeri), care le-au împărtășit, într-o limbă ciudată, limba enohiană, "înțelepciune" și cunoștințe.
Puternic inspirată de scrierile lui H. P. Lovecraft, perechea de ocultiști Kenneth Grant și Michael Bertiaux a format ordine magice dedicate utilizării magiei tantrice și ceremoniale ca mijloc de a contacta entitățile extraterestre (și/sau extradimensionale).

## Teoreticieni și popularizatori
Carl Jung, psiholog renumit, a teoretizat la rândul său faptul ca OZN-urile ar putea avea o bază în primul rând spirituală și psihologică. În cartea sa din 1959, Flying Saucers: A Modern Myth of Things Seen In The Sky (Farfuriile zburătoare: un mit modern al obiectelor văzute pe cer), a subliniat că forma rotundă a celor mai multe farfurii corespunde simbolului mandala, un tip de formă arhetipală văzută în imaginile religioase. Astfel, farfuriile ar putea reflecta o proiecție a dorințelor interne ale spectatorilor pentru a le vedea. Cu toate acestea, el nu le etichetează ca simple iluzii sau halucinații, fiind mai mult de natura unei experiențe comune spirituale. Totuși Jung nu a putut să se pună de acord cu privire la posibilele origini ale acestora. Alteori, a afirmat că el nu a fost preocupat de posibilele origini psihologice și că cel puțin unele OZN-uri au fost fizic reale, bazându-se în principal pe dovezi fizice indirecte, cum ar fi fotografii și detectările pe radar, suplimentar față de observațiile vizuale. De asemenea, a luat în considerare ipoteza extraterestră ca fiind viabilă. În 1958, Associated Press l-a citat spunând că "o explicație pur psihologică este exclusă .... Dacă originea extraterestră a acestor fenomene va fi confirmată, acest lucru ar dovedi existența unei relații interplanetare inteligente .... Construcția acestor aparate dovedește o tehnică științifică mult superioară nouă care nu poate fi contestată."
John Keel și Brad Steiger au promulgat diverse teorii paranormale/OZN într-o serie de cărți broșate în anii 1960 și 1970. Keel, în special, a speculat ca OZN-urile ar putea veni nu din spațiu-timpul așa cum îl știm, ci din afara acestuia. El a susținut că este posibil să nu fie bine să avem încredere în ființe superioare, fiind recomandat să le considerăm ca fiind destul de des înșelătoare sau manipulatoare, dacă nu parazitare. Dr. Jacques Vallée, un ufolog francez, a observat o paralelă aproape exactă între OZN-uri și vizitele „extratereștrilor” și poveștile din folclor cu zâne și alte creaturi similare. Această idee a fost documentată în cartea sa din 1969 Passport to Magonia (Pașaport pentru Magonia) și apare în continuare în operele sale de mai târziu. Semnificația acestor paralele este un motiv de dispută între oamenii de știință mainstream care susțin că ambele ipoteze sunt fanteziste. Terence McKenna, în schimb, crede că OZN-urile sunt manifestări ale sufletului uman sau ale spiritului colectiv El a crezut că acestea au apărut indivizilor și grupurilor de oameni cu scopul de a exercita o influență psihologică de-a lungul istoriei și ar putea conduce, în anul 2012, la sfârșitul istoriei.
U.S. Government Printing Office a emis o publicație realizată de Biblioteca Congresului pentru Oficiul Forțelor Aeriene de Cercetări Științifice numită „UFOs and Related Subjects: An Annotated Bibliography”. Pentru pregătirea acestei lucrări, bibliograful senior Lynn E. Catoe a citit numeroase articole și cărți despre OZN-uri. În prefața acestei cărți de 400 de pagini Lynn E. Catoe afirmă: 
„O mare parte din literatura de specialitate disponibilă despre OZN-uri este strâns legată de misticism și metafizică. Se ocupă cu subiecte cum ar fi telepatie, scriere automată și entități invizibile, precum și cu manifestări de tip poltergeist (fantome) și posedare demonică. Multe dintre rapoartele OZN de acum publicate în presă renumără presupusele incidente care sunt izbitor de asemănătoare cu posesia demonică și cu fenomenele paranormale.”

## OZN-urile și religiile principale
Câțiva fundamentaliști protestanți consideră OZN-urile în mod inerent ca fiind demonice și parte a unui plan satanic pentru a submina creștinismul. Acest plan ar implica ființele supranaturale Nefilim ca piloți de OZN-uri.
Puncte de vedere similare au și unii preoți creștini ortodocși și credincioși, cu trimiteri directe la afirmații făcute de sfinții Bisericii Ortodoxe. Fenomenul OZN este conectat cu sosirea Antihristului și minunile pe care le-ar face pentru a păcăli lumea ca să creadă în el, inclusiv foc mare ce coboară din cer. Cerul este văzut ca locul unde locuiesc demonii (vezi asemănarea cu Beelzebul - "Domnul muștelor", uneori interpretat ca "Domnul zburătorilor" - adică a celor care zboară). 
Multe asemănări pot fi găsite între OZN-uri și manifestările demonice: amândouă implică dezvăluiri ce conțin jumătate de adevăruri, jumătate induceri în eroare, ambele tind să aibă un caracter volatil, așa cum par să apară pe neașteptate și să aibă un caracter nedeterminat sau iluzoriu, inducând un sentiment de minunare și de venerație, și, mai subtil, ambele prezintă cunoștințe care sunt incomplete sau pot induce unele stări anormale sau chiar patologice la cele dezvăluite - anxietate, frica, obsesia privind fenomenul, chiar și schizofrenie paranoidă, demonomanie și sinucidere, potrivit cărții lui John Keel UFOs: Operation Trojan Horse (OZN-urile: Operațiunea Calul Troian) citată la legăturile de mai sus.
În plus, unii au susținut că experiențele de răpire prezintă asemănări izbitoare cu relatările dinainte de secolul al XX-lea privind manifestările demonice, găsind zeci de similitudini. Ca dovadă a credinței lor că răpirile extraterestre sunt manifestări demonice, cercetătorii au prezentat diverse mărturii în care extratereștrii par să reacționeze la numele lui Iisus în același fel în care demonii reacționează în descrierile din Noul Testament, unii oameni au declarat chiar că invocarea numelui lui Iisus ar fi oprit cu succes astfel de răpiri.

## Adepți ai teoriei
În continuare este prezentată o listă cu teoreticieni ai conspirației care au afirmat că (unele) OZN-uri sunt manifestări demonice:
- Nick Redfern[14][15]
- Fritz Springmeier[16][17]
- John Todd
- Jacques Vallée[18]

De asemenea există o teorie a conspirație potrivit căreia cei care afirmă că OZN-urile sunt manifestări demonice și/sau experimente secrete guvernamentale li se înscenează diferite infracțiuni sau chiar moartea.